# UFC 38
UFC 38: Brawl at the Hall（ユーエフシー・サーティエイト：ブロウル・アット・ザ・ホール）は、アメリカ合衆国の総合格闘技団体「UFC」の大会の一つ。2002年7月13日、イングランド・ロンドンのロイヤル・アルバート・ホールで開催された。

## 大会概要
本大会は、UFC初のイギリス大会となった。メインイベントのUFC世界ウェルター級タイトルマッチでは、王者マット・ヒューズが挑戦者カーロス・ニュートンを降し、2度目の王座防衛に成功した。
須藤元気がUFCに初出場した。

## 試合結果
第1試合 ウェルター級 5分3R
－  ギル・カスティーリョ vs.  トニー・デソーザ －
カスティーリョの体調不良により中止
第2試合 ライトヘビー級 5分3R
○  エヴァン・タナー vs.  クリストファー・ヘイズマン ×
3R終了 判定3-0（30-26、30-26、30-27）
第3試合 ライトヘビー級 5分3R
○  レナート・ババル vs.  エルヴィス・シノシック ×
3R終了 判定3-0（30-27、30-27、30-26）
第4試合 ライトヘビー級 5分3R
○  フィリップ・ミラー vs.  ジェームス・ジキック ×
3R終了 判定3-0（29-28、29-28、29-28）
第5試合 ライト級 5分3R
○  須藤元気 vs.  レイ・レメディオス ×
2R 1:38 チョークスリーパー
第6試合 ミドル級 5分3R
○  マーク・ウィアー vs.  ユージーン・ジャクソン ×
1R 0:10 KO（右ストレート）
第7試合 ヘビー級 5分3R
○  イアン・フリーマン vs.  フランク・ミア ×
1R 4:35 TKO（レフェリーストップ：パウンド）
第8試合 UFC世界ウェルター級タイトルマッチ 5分5R
○  マット・ヒューズ vs.  カーロス・ニュートン ×
4R 3:27 TKO（レフェリーストップ：パウンド）
※ヒューズが王座の2度目の防衛に成功